# Гуаяс (річка)
Гуаяс (ісп. Río Guayas) — річка в Еквадорі, що впадає в затоку Гуаякіль. Належить до водного басейну Тихого океану. На річці розташоване найбільше місто та головний морський порт країни Гуаякіль. Річка Ґуаяс зображена на гербі Еквадору та на прапорі міста Гуаякіль. Від назви річки походить також назва провінції Гуаяс.
Річка починається у Еквадорських Андах. Загальна довжина річки становить 389 км. 

## Опис
Басейн річки розташований  в західно-центральній частині Еквадору та має площу 34 500 км 2, що є найбільшим річковим басейном на узбережжі Тихого океану в Південній Америці. Довжина головної річки Ґуаяс становить 93 км (від злиття Дауле і Бабахойо). Річка скидає 30 мільярдів м3 води щорічно. 
Річка Ґуаяс починається з невеликих річок, що витікають з західних схилів вулкану Чимборасо, Вони формують притоку Чимбо, що впадає в річку Бабахойо, яка  впадає в річку Дауле, з гирла якої й починається головна річка Ґуаяс. Річка Ґуаяс утворює великий естуарій та Гуаякільську затоку, яка є найбільшою поруч з берегами Еквадору.  В нижній течії річки в річищі є острови. Найбільший з них острів Мондрагон. Естуарій Ґуаяс має великі площі мангрових лісів. 
Загалом басейн має рівнинний рельєф: 69% території приходиться на низовини; 16,7% ― 800 м.н.р.м..
Клімат басейну річки має сезони: з січня по травень — сезон дощів, з повенями; а з червня по грудень — сухий сезон , що характеризується нестачею дощів .
В районі річки Ґуаяс розвивалася культура Монтувіо.  

### Використання річки
На річці розташоване найбільше місто Еквадору Гуаякіль, а також Дауле, Вінсес, Бабахойо та Кеведо. 
Річка Ґуаяс є судноплавною. На ній розташовано головний морський порт країни, на який припадає приблизно 85% ненафтових продуктів.
Води річки використовуються для зрошення сільськогосподарських територій. На території басейну річки  вирощують банани, какао, каву та інші тропічні дерева, а також рис.  Басейн притоки Дауле є одним із районів з найвищою концентрацією сільськогосподарських земель Еквадору.

### Флора і фауна
В басейні річки зустрічаються такі види рослин і тварин:
- Флора : чорний мангр, червоний мангр, білий мангр.

- Фауна : чаплі (Ardea herodias), качки марії, качки-ворони (Pholacrocrox), ластівки (Atticora fasciate), чорний плавник (Molothrus bonariensis), кажани (Noctilio leporinus), краби (Western Ucides), соми (Galeichthys felis), креветки (Penaeus yaname), ігуани (iguanidae). У річці живуть понад 30 видів риб[6].

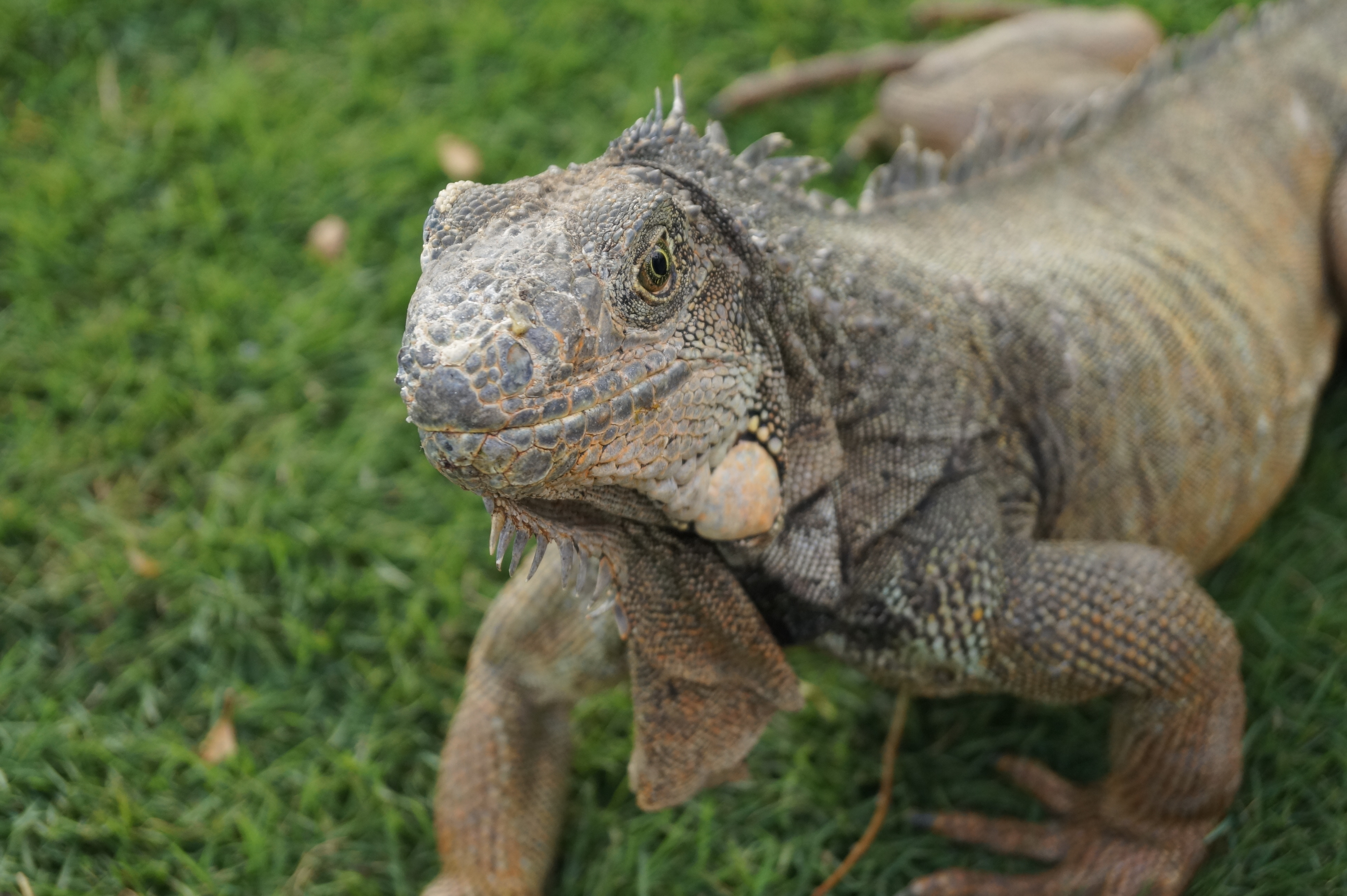
Ігуана
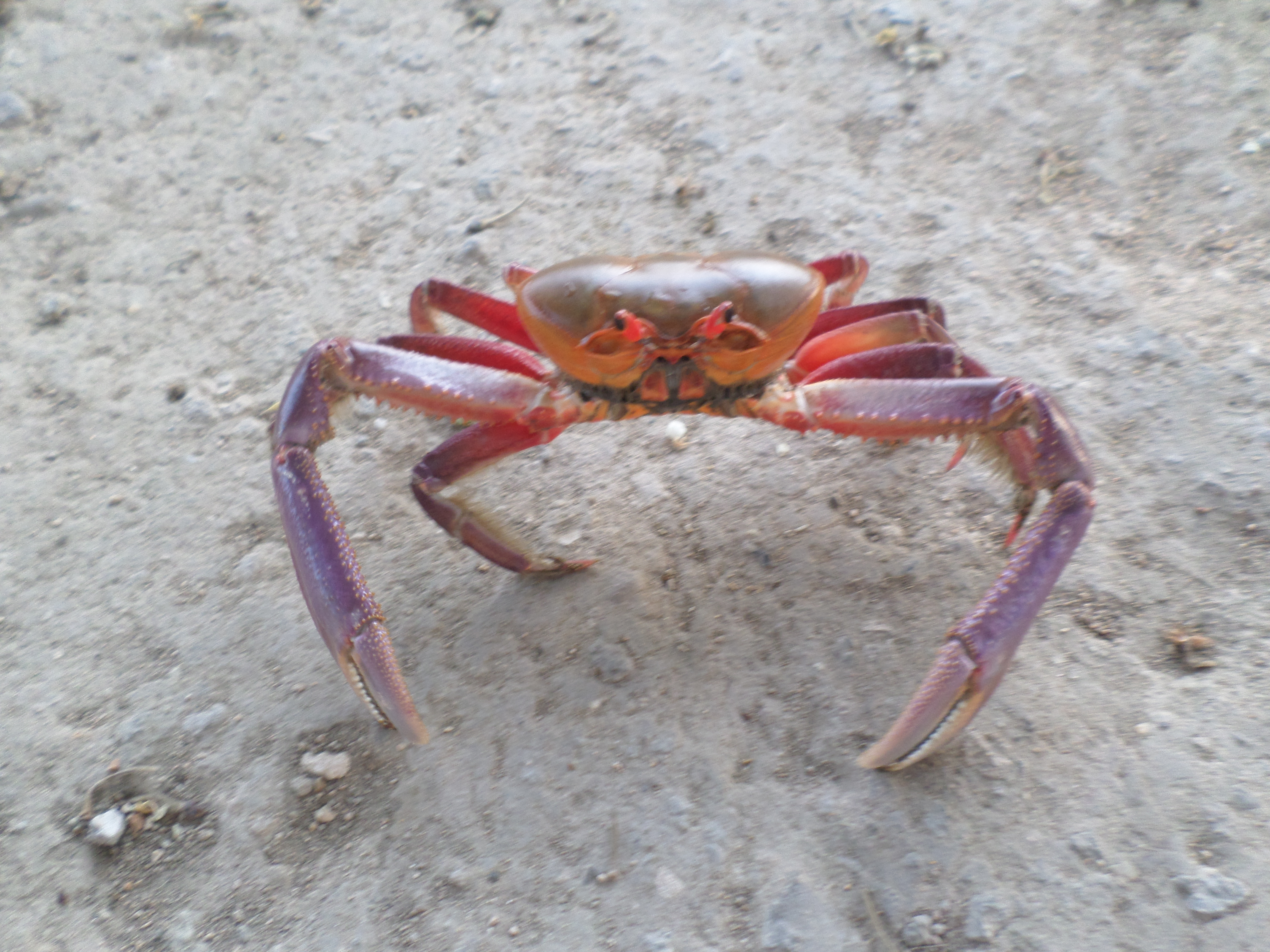
Червоний краб
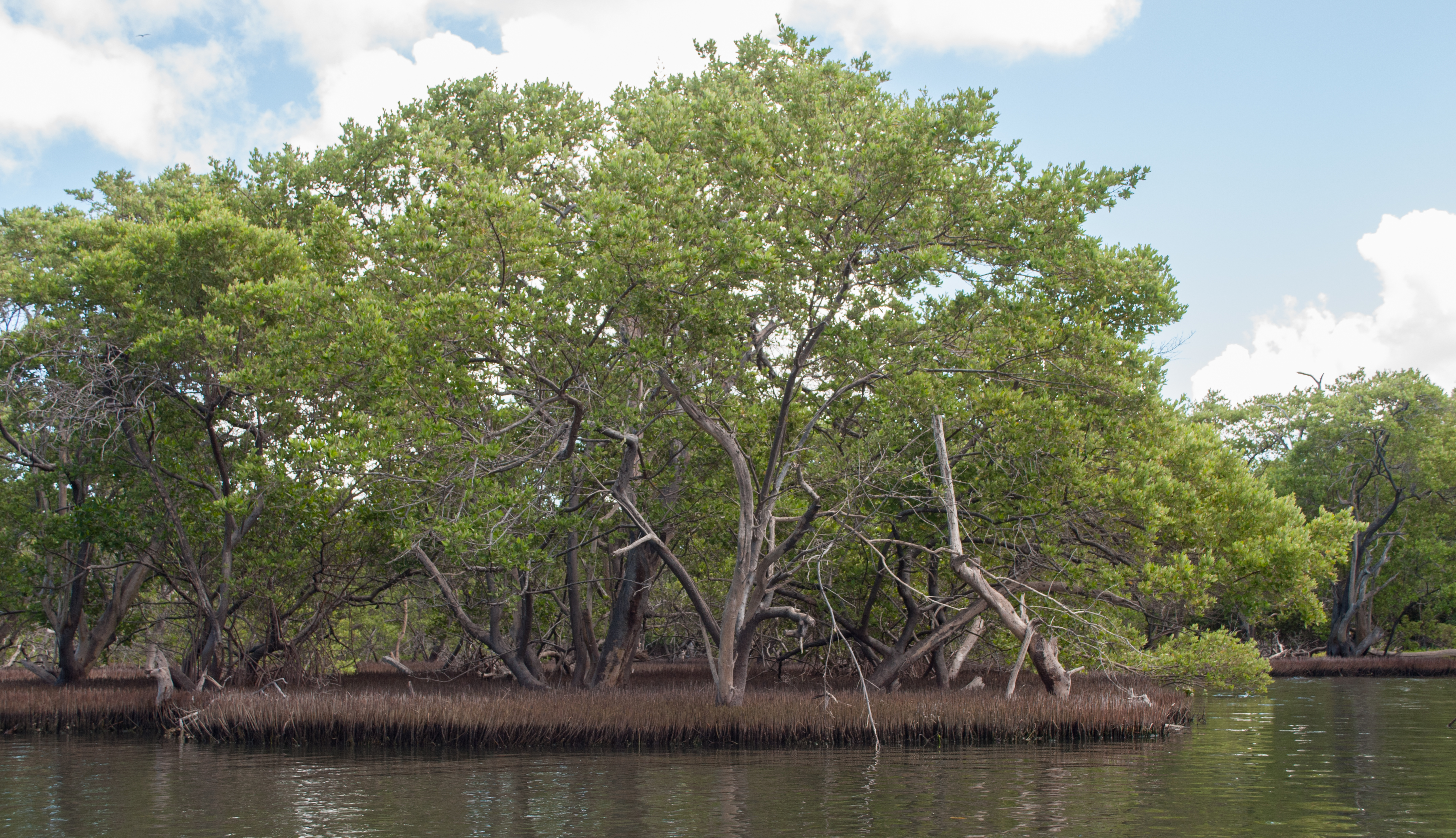
Мангрове болото
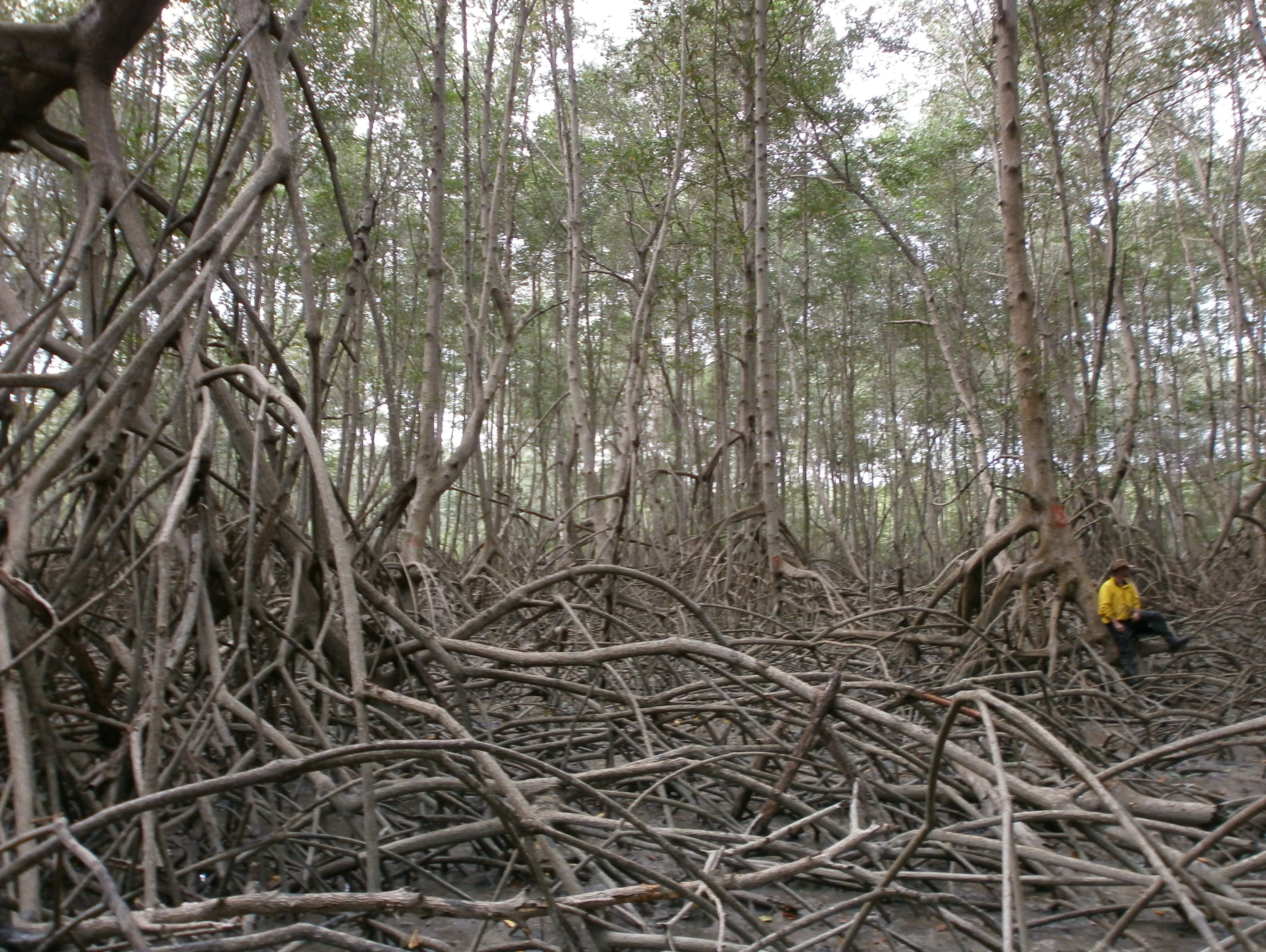
Мангровий ліс
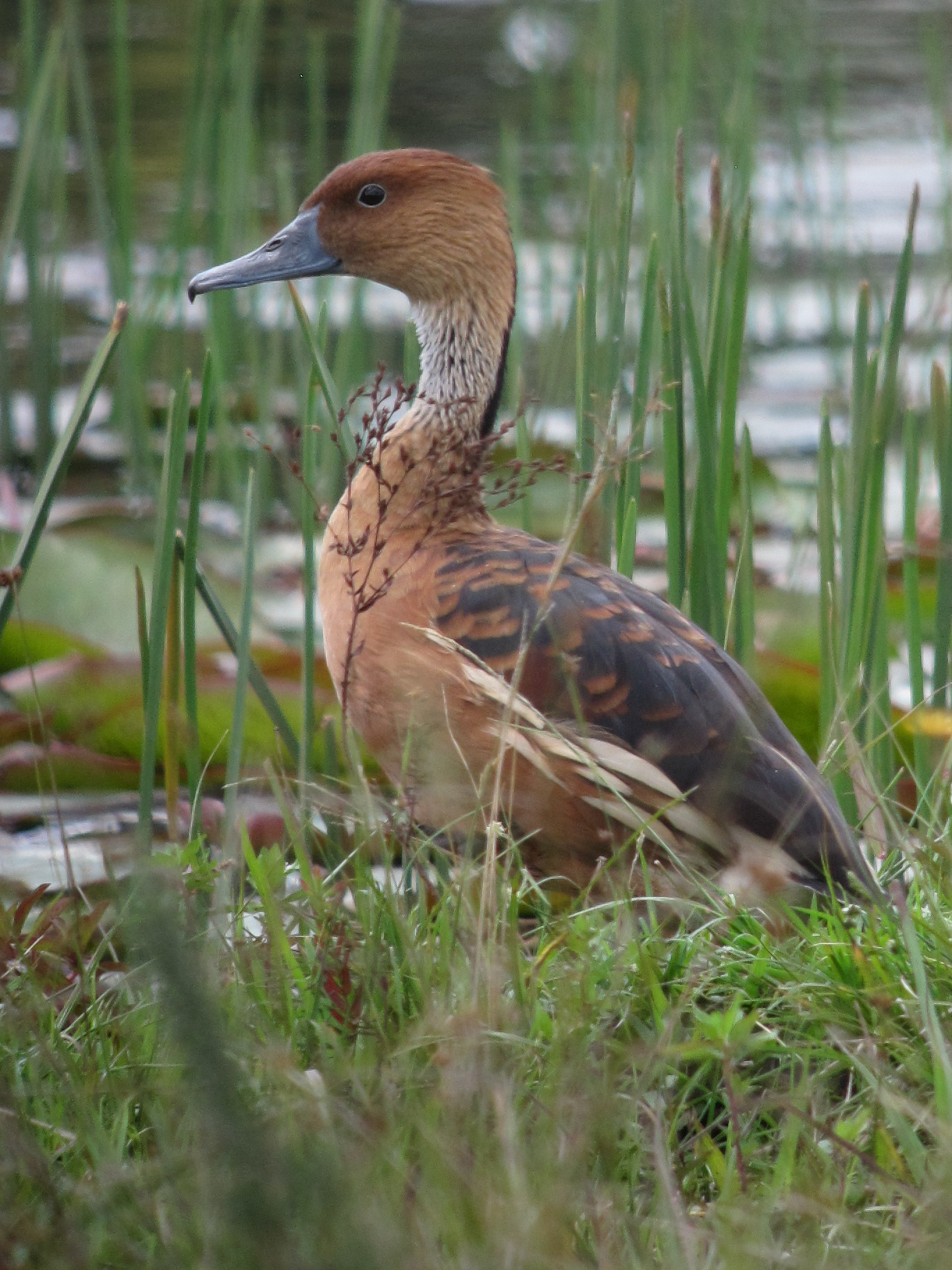
Двоколірна качка
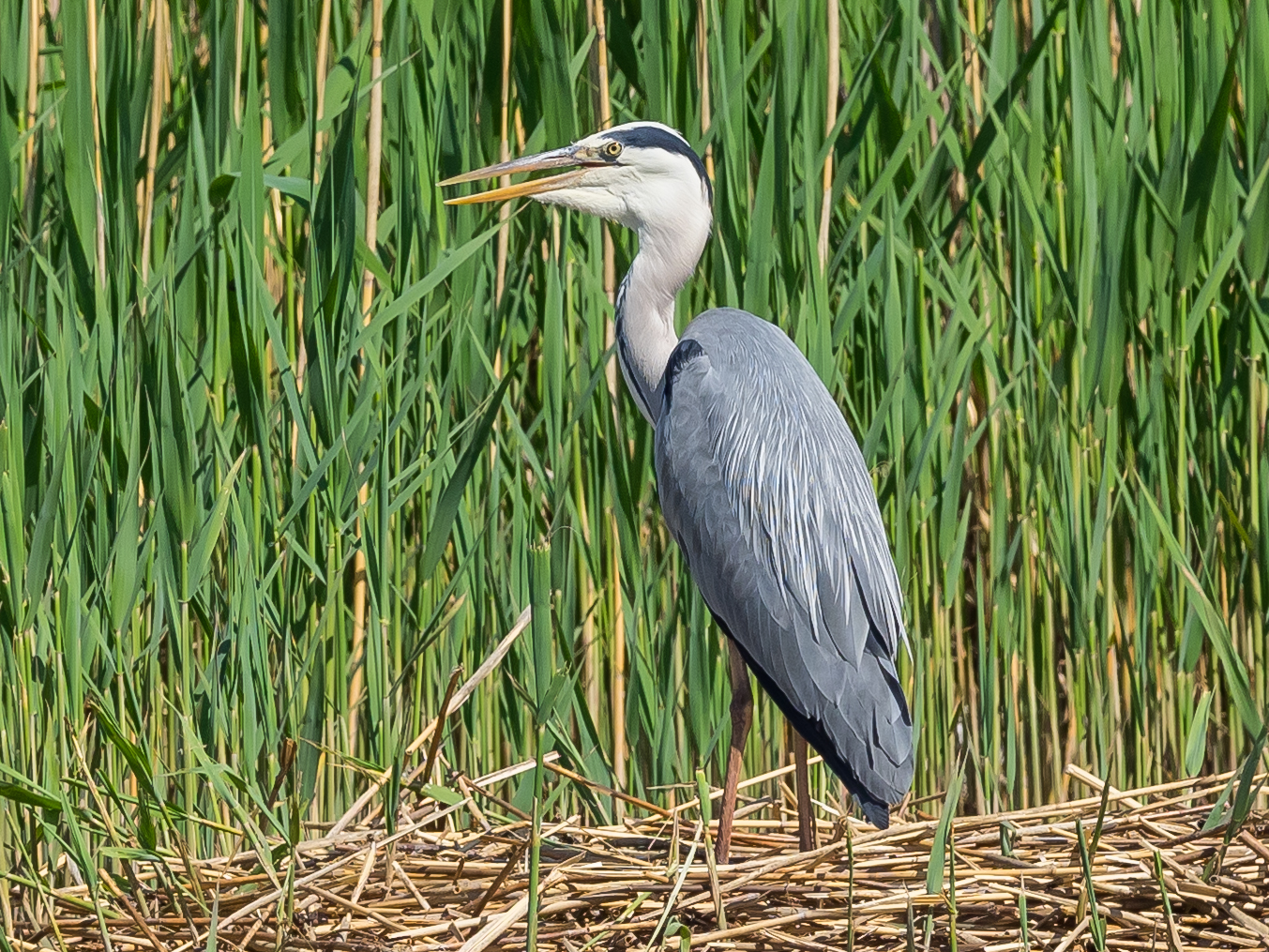
Чапля

## Екологія
Основними екологічними загрозами для річки є забруднення промисловими та побутовими відходами з міст Гуаякіль і Дуран, а також вирубка мангрових лісів для деревини та експлуатація високо цінних земель для сільськогосподарського використання. В 2019 році було створено та представлено Національний план дій зі збереження мангрових заростей континентального Еквадору (PAN-Manglares), було розпочато проекти з очищення естуарію.  

## Боротьба з повенями

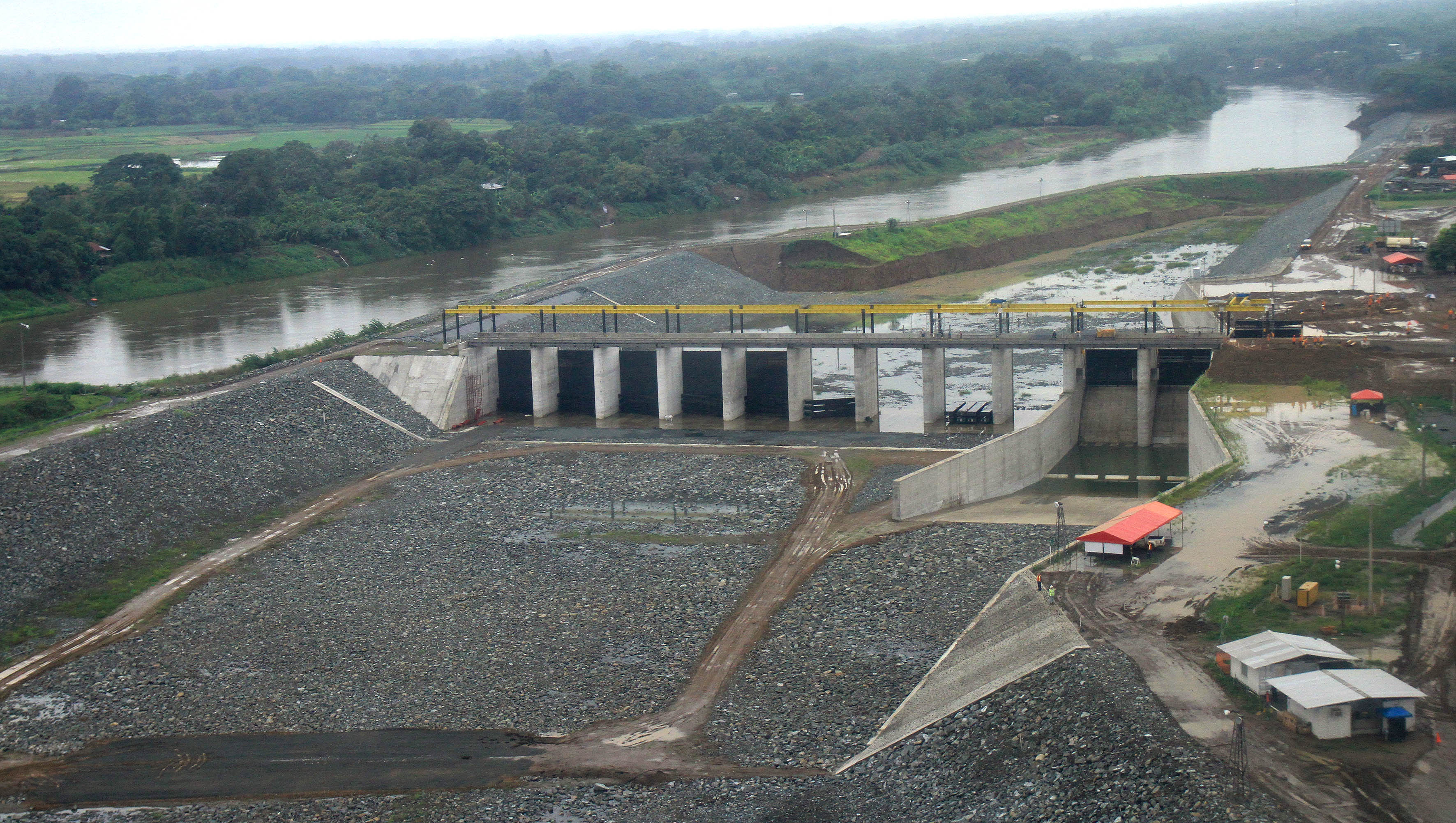
Дамба Довена

Територія басейну річки постійно зазнавала шкідливий вплив від повеней, часто пов’язаних із феноменом Ель-Ніньо. Хоча це є корисним для  родючості ґрунтів, але це створює загрози для міст. Для пом'якшення наслідків повені реалізовано водопровідну систему Daule Vinces, яка складається з 125 гідротехнічних споруд і охоплює 170 тис. га. 